# おとぎのもりのゴールディとベア
おとぎのもりのゴールディとベア（原題：Goldie & Bear）とは、2015年のアメリカのテレビアニメ、2015年9月12日から2018年10月1日までディズニージュニアで放送された。日本ではディズニーチャンネルで放送された後、ディズニージュニアにて放送中。

## 概要
この作品は、イギリスの童話「3びきのくま」のその後の世界を描いている。

## キャラクター

### メイン
ゴールディ
声：ナタリー・ランダー
11歳の金髪少女
ベア
声：ジョージーキッダー
8歳の熊

## 吹き替え声優
- ゴールディ 松井暁波[4]
- ベア 園崎未恵[4]
- オオカミ 後藤ヒロキ[4]
- ハンプティ 丸山智行[4]
- パパベア 寸石和弘
- ジャック 大隈健太[4]

## サブタイトル
| 日本話数  | 米国話数  | Aパートのタイトル              | Bパートのタイトル         |
| シーズン1 | シーズン1 | シーズン1                      | シーズン1                 |
| --------- | --------- | ------------------------------ | ------------------------- |
| 1         | 4         | おおきなくつ                   | あかずきんのフード        |
| 2         | 1         | さいこうのプレゼント           | おおきなクマ              |
| 3         | 5         | ベアのあかいくつ               | ジャックのガチョウ        |
| 4         | 6         | おつきさまジャンプ!            | いいこのオオカミ          |
| 5         | 8         | たまご                         | きんのキックボール        |
| 6         | 9         | おやゆびひめの ぼうけん        | こまった おきゃくさん     |
| 7         | 2         | ジャックとジルの おおさわぎ    | ちいさな ふたり           |
| 8         | 3         | アブラカ・キャベツ             | クマのようせい            |
| 9         | 7         | ピノキオびょう                 | ジャックだけのクラブ      |
| 10        | 10        | くしゃみと みずたま            | おおきな さかな           |
| 11        | 11        | おうさまの きし                | みえないゴールディ        |
| 12        | 12        | トロールつかい                 | カエルのおうじさま        |
| 13        | 13        | ベアはおうさま                 | ノームでおでかけ          |
| 14        | 14        | まじょの ほうき                | ふこうのネズミ ブライアン |
| 15        | 15        | おとぎのもりの きょじん        | スキッピ― とってこい!     |
| 16        | 16        | チャーミングな きゅうじつ      | おひさまスイミングクラブ  |
| 17        | 17        | ジャックとジルと はの ようせい | こぶたの おおげんか       |
| 18        | 18        | さかさまのティーパーティー     | ゴツゴツの き             |
| 19        | 19        | ようせいバチの ぼうけん        | 3にんは たいへん          |
| 20        | 20        | うたえ!カエルさん              | あたしは だれ?            |
| 21        | 21        | とびきりおおきなマフィン       | ははのひの とりかえっこ   |
| 22        | 22        | ゴールディ ベアとであう        | ゴールディ ベアとであう   |

| 話数      | S         | Aパートのタイトル                       | Bパートのタイトル             |
| シーズン2 | シーズン2 | シーズン2                               | シーズン2                     |
| --------- | --------- | --------------------------------------- | ----------------------------- |
| 23        | 1         | ゴールディの だいぼうけん               | くっつきトロール              |
| 24        | 2         | プリンセスのくつ                        | きえたチーズのなぞ            |
| 25        | 3         | がんばれコーチ!                         | おおきな おはなし             |
| 26        | 4         | わるいイタチ ポップス                   | つえをとられた ようせい       |
| 27        | 5         | おおきな おふろ                         | でんせつのスナーク            |
| 28        | 6         | ノームの たのしい あつまり              | かわいいノルム                |
| 29        | 7         | オオカミのひみつ                        | いたずらなスプライト          |
| 30        | 8         | ふゆのチャイム                          | ふゆのチャイム                |
| 31        | 9         | おとぎのもりのカルテット                | ベアのびっくりヘア            |
| 32        | 10        | オオカミのドラム                        | やりなおしゴールディ          |
| 33        | 11        | ショウガクッキー ジミーの すてきな もり | おおきなウサちゃん            |
| 34        | 12        | ハンプティのハイキング                  | メアリー メアリー             |
| 35        | 13        | ねがいごと いっぱい!                    | クラブのリーダー              |
| 36        | 14        | ふたりのフィル                          | ハンプティ なぞをとく         |
| 37        | 15        | おうじの うま                           | 2ひきと 1ぴきの こぶた        |
| 38        | 16        | マザーグース はりきる                   | げんきなビリー                |
| 39        | 17        | まほうの すいしょうだま                 | おおきなトマトで おおさわぎ   |
| 40        | 18        | ネズミのおうさま                        | ごちそう どろぼう             |
| 41        | 19        | なんぱせんの いりえ                     | もりのヒーロー ゆうきあるベア |
| 42        | 20        | バケツさん                              | ゴールディ じてんしゃに のる  |
| 43        | 21        | いけ!ドン・フエボ                       | まほうの うでわ               |
| 44        | 22        | きょじんのテス                          | あかずきんの ひっこし         |
| 45        | 23        | ネコがいっぱい!                         | ハロウィーンのよるに          |

日本のディズニー公式チャンネルにて第1話（アメリカでは4話）が配信されている。

## 主題歌
- オープニングテーマ

歌 - 小此木まり

## 日本語版スタッフ
- 翻訳・訳詞：いずみつかさ[4]
- 演出：奥田啓人[4]
- 音楽演出：亀川浩未[4]
- 録音制作：スタジオ・エコー